# Кравље звоно
Кравље звоно је звоно које носи слободно пуштена стока како би се поплашили потенцијални грабежљивци. Иако их се обично назива "кравља звона" због њихове опсежне упорабе на говедима, звона се користе и на другим домаћим животињама. Такође је и музички инструмент, тачније удараљке, још прецизније је идиофони музички инструмент познат под разним именима (шпански језик: cercero, португалски: campana или choca, енглески: cowbell).
Кравље звоно причвршћивало се на врат стоке, овце или козе када се воде на пашњак или колективну испашу током сезонске трансхумације. Ово звоно је омогућавало пастиру да идентификује своје стадо, пронађе га и одржи јединке заједно (такође и младо теле памти звук мајчина звона и лакше је прати). Већа звона углавном се користе за трансхумацију стада према планинским пашњацима јер својом тежином онемогућава било какво заустављање за испашу.